# Samlingspartiets Studerandeförbund Tuhatkunta
Tuhatkunta är ett politiskt studentförbund i Finland, knutet till Samlingspartiet.
Tuhatkunta betraktar sig självt som en borgerligt sinnad intressegemenskap för studerande, som koncentrerar sig särskilt på studenters ekonomiska och intellektuella välfärd samt utbildningens kvalitet. Förbundet är en del av Samlingspartiet, men bedriver en självständig politisk linje. I sin egenskap av studentförbund är Tuhatkunta förstås speciellt inriktat mot utbildningspolitiken, men detta utesluter inte ett engagemang även inom andra politiska områden.
Tuhatkunta är medlem i European Democrat Students (EDS) och i Nordens Konservativa Studentunion (NKSU). Förbundet vill förbättra studerandes möjligheter till rörlighet. Tuhatkunta vill också framhålla att Europa inte är den enda möjligheten till internationalisering.